# Марк Емилий Скавър (син на Муция)
Вижте пояснителната страница за други личности с името Марк Емилий Скавър.
Марк Емилий Скавър (на латински: Marcus Aemilius Scaurus) e син на Марк Емилий Скавър Млади (претор 56 пр.н.е.) и Муция Терция, бивша съпруга на Помпей Велики. Полубрат е на Секст Помпей, Гней Помпей (младши) и Помпея от брака на майка му с Помпей Велики.
Той придружава полубрат си Секст Помпей в бягството му в Мала Азия след загубата на морската битка при Миле (36 пр.н.е.) в Сицилия с Агрипа. През 35 пр.н.е. го издава на Марк Антоний. Участва в битката при Акциум (31 пр.н.е.) на страната на Марк Антоний. След това Октавиан го помилва по молба на майка му Муция.
Баща е на Мамерк Емилий Скавър († 34 пр.н.е.).